# Леонардо де Пруннер
Леонардо де Пруннер (нім. Leonardo de Prunner; 1760 в Аугсбурзі — 1831 в Кальярі) — німецький офіцер на сардинській службі, ентомолог і колекціонер мінералів.

## Біографія
Леонардо де Пруннер працював під керівництвом Теодора Гіацинта фон Бремпта капітаном іноземної мисливської компанії, що обслуговувала Сардинію, і багато присвятив себе ентомології та мінералогії. Губернатор Сардинії, а згодом король Сардинії та герцог Савойський Карло Феліче доручив йому керівництво кабінетом природної історії та колекцією старожитностей у Кальярі, які він перетворив на музеї та очолив як директор Королівського музею. У 1804 році він отримав звання майора і залишився в Кальярі до кінця свого життя.
Серед іншого, він першим описав Hyles nicaea (1798), метелика з родини бражникових (Sphingidae), Agriades orbitulus (1798) і Agriades glandon (1798), обидва метелики з родини синявцевих (Lycaenidae), Coenonympha gardetta (1798) і Erebia pluto (1798) з родини сонцевиків (Nymphalidae).
Він був нагороджений Лицарським хрестом Ордена Святих Маврикія і Лазаря, дружив з Євгеном Йоганном Крістофом Еспером, листувався з Йоганном Якобом Кольгаасом, Йоганном Георгом Ленцом і Томасом Джефферсоном.

## Праці (вибірково)
- Catalogus larvarum Europae. 1793. (archive. org)
- Lepidoptera Pedemontana illustrata. 1798. (archive. org)
- Ein paar Worte auf meiner Durchreise durch Deutschland gegen das von G. P. H. Norrmann völlig neuumgearbeitete, und kürzlich unter dem Titel: Anton Friedrich Büsching's Vorbereitung zur Europäischen Länder- und Staatenkunde erschienene Werk. 1804 (Digitalisat)